# Die Jönsson-Bande und der Cornflakesraub
Die Jönsson-Bande und der Cornflakesraub (Lilla Jönssonligan och cornflakeskuppen), ist ein schwedischer Kinderfilm von 1996, unter der Regie von Christjan Wegner. Es ist der erste Film der kleinen Jönsson-Bande (Lilla Jönssonligan), von dem insgesamt bis jetzt vier Filme gedreht worden sind. Als nächste Fortsetzung der Filmreihe folgte Die Jönsson-Bande – Charles-Ingvars neuer Plan, der bis jetzt als einziger weiterer Film, ebenfalls auf Deutsch synchronisiert wurde.

## Handlung
Weil der Vater von Charles-Ingvar „Sickan“ Jönsson eine neue Arbeit gefunden hat, zieht seine ganze Familie 1953, nach Wall-Entuna die von dem schwerreichen Unternehmer Wall-Enberg beherrscht wird. Charles-Ingvar kommt als ein neuer Schüler in die Klasse des kleinen schwedischen Dorfes Wall-Entuna. Dort lernt er schnell seine neuen Freunde Ragnar Vanheden, Dynamit-Harry und Doris kennen.
Schnell gerät er in Konflikt mit dem verwöhnten Unternehmer-Söhnchen Morgan „Junior“ Wall-Enberg und seinem willigen Helfer Biffen. Diese sorgen unter anderem dafür, dass 'Sickan' gleich am ersten Tag von der Lehrerin als Lausbube abgestempelt wird. Er bemerkt währenddessen, dass alle Kinder seiner vierten Klasse nur noch Filmstar-Sammelbilder aus Cornflakes-Packungen sammeln. Wer alle besitzt, kann mit großen Ansehen rechnen. Am meisten gesucht sind bei den Kindern die zwei seltensten Bilder mit Errol Flynn und James Dean. Auch Dynamit-Harry ist sehr an den ganz seltenen Sammelbildern interessiert, da ihm seine große Liebe Doris, zehn Küsse auf den Mund versprochen hat, wenn er ihr die fehlenden Bildchen besorgt.
Charles-Ingvar hat natürlich einen Plan, um an die begehrten Objekte zu kommen. Mit Ragnar Vanheden und Dynamit-Harry beschließen sie, die begehrten Objekte in der Cornflakes-Fabrik, die dem Vater ihres Widersachers Morgan Wall Endberg Junior gehört, zu stehlen. Nachts brechen sie in die Fabrik ein und lenken die Arbeiter ab. Anschließend nutzen sie eine von Charles-Ingvars Vater entwickelte Maschine um mehr als 1000 Bildchen in eine Packung zu legen. Beim Versuch die Packung mitzunehmen müssen sie aber flüchten. Als sie die Packung am nächsten Tag im Laden kaufen wollen, müssen sie jedoch feststellen, dass ihr Widersacher Morgan „Junior“ Wall-Enberg alle Schachteln aufgekauft hat, da er selbst die begehrten Bilder haben will.
Die drei Jungs brechen anschließend bei den Wall-Enbergs ein, um die Schachteln zu durchsuchen. Anstelle der Bildchen finden die Jungs stattdessen zwei Dokumente, die beweisen, dass Wall-Enberg Senior das gesamte Dorf abreißen will, um dort stattdessen ein Gewerbegebiet mit riesigen Bürogebäuden und Parkhäusern zu errichten. Als sie erfahren, dass sie bald obdachlos werden, schmiedet Charles-Ingvar einen Plan um das Dorf zu retten. Mit einem Kartoffelstempel können sie ein 'Nein' auf das Dokument stempeln, werden aber erwischt und müssen vor Morgan „Junior“ und Biffen flüchten. Dabei können sie den beiden eins auswischen, als die beiden mit ihrer Seifenkiste einen Unfall bauen. Mit dem gestempelten Dokument können sie in allerletzter Sekunde verhindern, dass der Abriss beginnt.
Wenig später sitzen die drei am Fluss und ärgern sich, dass sie zwar das Dorf gerettet, aber immer noch keine Bildchen haben. Als Harry Doris die Wahrheit sagen will, schwimmen die zwei gesuchten Bildchen vor ihm im Fluss. Alle Bildchen, die sie gestohlen haben, waren zuvor vom Chauffeur der Wall-Enbergs in den Fluss geworfen worden als dieser die fehlenden Dokumente gesucht hatte. Letztendlich haben sie zum Schluss doch noch ihre begehrten Sammelobjekte und Dynamit Harry bekommt die versprochenen Küsschen und seine Doris als Freundin.
Während sie ihren Reichtum 'trocknen' und auf ihren gelungenen Coup und ihre Freundschaft anstoßen, planen sie bereits ihren nächsten Akt. Ein lautes, knallendes Feuerwerk im Haus der Wall-Enbergs!

## Hintergrund
Als Vorbild für die Kinderserie diente die in Schweden bekannte „Die Jönsson-Bande“, schwedisch Jönssonligan, die ein kriminelles Trio in einer schwedischen Filmreihe ist. Diese Filme sind schwedische Neuverfilmungen bzw. Eigenentwicklungen nach dem Muster der legendären dänischen Olsenbande. Als neue Idee wurde in Schweden ab Mitte der 1990er Jahre die Jönssonligan mit Kindern gedreht, die ähnliche Charaktere wie die schwedischen „Erwachsenen“-Figuren haben. Im Gegensatz zu den eigentlichen Jönssonligan-Filmen (die es bis dato nicht auf Deutsch gibt) sind bis jetzt die ersten zwei  Junior-Verfilmungen auch in deutscher Sprache synchronisiert wurden. Später folgte man in Dänemark und Norwegen diesen Beispiel und erstellte ebenfalls jeweils eigene „Jugendversionen“ der Olsenbande. Nach dem Remake des ersten dänischen Olsenbande Junior führte man in Norwegen noch weitere eigenständige norwegische Jugend-Fortsetzungen (2003–2010) ohne entsprechende Vorlagen durch.

## Filmpremiere und Veröffentlichungen
Der Film hatte in Schweden seine Kino-Premiere am 29. November 1996. Im schwedischen Fernsehen wurde er anschließend im SVT1, TV3 und TV4 gezeigt und im Juli 1997 erfolgte die erste schwedische DVD-Veröffentlichung. In Deutschland hatte der Film seine Premiere, am 7. September 2000 unter Namen Die Jönsson-Bande und der Cornflakesraub, sowie
lief er anschließend im Programm des KI.KA-Kanals und kam im Mai 2007 als DVD bei Lighthouse Home Entertainment.